# Stefan Tuss
Stefan Tuss (ur. 9 lutego 1988 roku w Winterbergu) – niemiecki narciarz, specjalista kombinacji norweskiej, trzykrotny medalista mistrzostw świata juniorów.

## Kariera
Po raz pierwszy na arenie międzynarodowej Stefan Tuss pojawił się 15 grudnia 2002 roku, kiedy wystartował w zawodach FIS Race w Klingenthal. Zajął wtedy 36. miejsce w sprincie. W 2006 roku wystartował na Mistrzostwach Świata Juniorów w Kranju zdobywając wspólnie z kolegami z reprezentacji złoty medal w sztafecie. Indywidualnie był szósty w konkursie rozgrywanym metodą Gundersena oraz siódmy w sprincie. Rok później, podczas Mistrzostw Świata Juniorów w Tarvisio Niemcy z Tussem w składzie zajęli tym razem drugie miejsce, a indywidualnie Stefan był piętnasty w sprincie. Ostatni medal w tej kategorii wiekowej zdobył na Mistrzostwach Świata Juniorów w Zakopanem, gdzie Niemcy ponownie zdobyli złoty medal w sztafecie. Indywidualnie był piąty w sprincie, a w Gundersenie zajął 19. pozycję.
W Pucharze Świata zadebiutował 3 grudnia 2006 roku w Lillehammer, gdzie zajął 33. miejsce w sprincie. Pierwsze pucharowe punkty wywalczył dopiero rok później, 9 grudnia 2007 roku w Trondheim, zajmując 15. miejsce w sprincie. W sezonie 2007/2008 punktował jeszcze trzykrotnie, ale wyniku z Trondheim. W klasyfikacji generalnej zajął 52. miejsce, był to jedyny sezon Pucharu Świata, w którym Tuss był klasyfikowany. Równocześnie startował w zawodach Pucharu Kontynentalnego, w którym odnosił większe sukcesy. Raz stanął na podium zawodów tego cyklu - 4 stycznia 2009 roku w Eisenerz był drugi w Gundsersenie. W klasyfikacji generalnej sezonu 2008/2009 zajął piąte miejsce. W 2011 roku zakończył karierę.

## Osiągnięcia

### Mistrzostwa świata juniorów
| Miejsce | Dzień     | Rok  | Miejscowość | Konkurencja           | Wynik zwycięzcy | Strata      | Zwycięzca         |
| ------- | --------- | ---- | ----------- | --------------------- | --------------- | ----------- | ----------------- |
| 6.      | 1 lutego  | 2006 | Kranj       | Gundersen HS109/10 km | 29:59.9 min     | +1:38.6 min | François Braud    |
| 1.      | 3 lutego  | 2006 | Kranj       | Sztafeta HS109/4x5    | 55:42.3 min     | -           | -                 |
| 7.      | 5 lutego  | 2006 | Kranj       | Sprint HS109/5 km     | 13:06.3 min     | +42.2 s     | Tom Beetz         |
| 2.      | 16 marca  | 2007 | Tarvisio    | Sztafeta HS109/4x5 km | 1:05:35.0 h     | +5.1 s      | Austria           |
| 15.     | 18 marca  | 2007 | Tarvisio    | Sprint HS109/5 km     | 15:01.3 min     | +12.8 s     | Eric Frenzel      |
| 19.     | 27 lutego | 2008 | Zakopane    | Gundersen HS94/10 km  | ?               | +5:13.6 min | Alessandro Pittin |
| 1.      | 28 lutego | 2008 | Zakopane    | Sztafeta HS94/4x5 km  | 59:32.9 min     | -           | -                 |
| 5.      | 29 lutego | 2008 | Zakopane    | Sprint HS94/5 km      | ?               | +35.8 s     | Tomaz Druml       |

### Puchar Świata

#### Miejsca w klasyfikacji generalnej
- 2007/2008: 52.

#### Miejsca na podium chronologicznie
Tuss nigdy nie stał na podium indywidualnych zawodów Pucharu Świata.

### Puchar Kontynentalny

#### Miejsca w klasyfikacji generalnej
- sezon 2004/2005: 49.
- sezon 2005/2006: 57.
- sezon 2006/2007: 75.
- sezon 2007/2008: 15.
- sezon 2008/2009: 5.
- sezon 2009/2010: 31.
- sezon 2010/2011: 95.

#### Miejsca na podium chronologicznie
| Nr | Data            | Miejscowość | Konkurencja           | Wynik zwycięzcy | Pozycja | Strata | Zwycięzca   |
| -- | --------------- | ----------- | --------------------- | --------------- | ------- | ------ | ----------- |
| 1. | 4 stycznia 2009 | Eisenerz    | Gundersen HS100/10 km | 25:00.4 min     | 2.      | +3.2 s | Ruben Welde |